# Дом И. Шувалова — А. К. Гейнце
Дом И. Шувалова — А. К. Гейнце — памятник архитектуры в историческом центре Нижнего Новгорода. Построен в 1836—1837 годах по проекту русского архитектора эпохи позднего классицизма, академика архитектуры Императорской Академии художеств И. Е. Ефимова в классицистическом стиле. Перестроен в 1897—1899 годах в стиле академической эклектики.

## История
После утверждения плана Нижнего Новгорода 1824 года И. Е. Ефимов предложил выход Успенского переулка на Рождественскую улицу оформить триумфальной аркой с колоннадой (по образцу арок Главного штаба на Дворцовой площади и зданий Сената и Синода на Исаакиевской площади в Санкт-Петербурге). Однако город не имел свободных средств на декоративное строительство и проект остался на бумаге.
В 1832 году с левой стороны проулка по Рождественской улице купец А. Я. Курочкин выстроил каменный двухэтажный дом (впоследствии на его месте купцы Блиновы возведут пассаж). Справа дом выстроил купец И. Шувалов. Проект здания в 1836 году разработал архитектор И. Е. Ефимов. Первоначально дом был двухэтажный с подвалом.
В середине 1890-х годов в доме размещалась гостиница, подвал использовался под склад «Санкт-Петербургского Калашниковского пивоваренного завода Б. А. Крон и Ко». В декабре 1895 года домовладение перешло в собственность семейства М. А. Гейнце — вдовы коллежского советника. Тогда здание было надстроено третьим этажом. На крыше установлена кубоватая башенка со шпилем, акцентирующая угол съезда и улицы. По протоколам Нижегородской городской думы, работы можно датировать 1897—1899 годами. Архитектор не известен. После перестройки в здание переехала аптека, принадлежавшая Гейнце.
В 1918 году здание было экспроприировано советской властью. Аптека переведена в ведение Нижгубздравотдела.
В современный период здание занимают офисы. В процессе обустройства чердака в 1990-х годах была изменена геометрия кровли, заменена верхняя часть венчающего карниза, рельефное чешуйчатое покрытие башни заменено на гладкое.

## Архитектура
Здание каменное трёхэтажное на цокольном этаже, оштукатуренное, прямоугольное в плане, перекрыто четырёхскатной кровлей вальмой. Со стороны двора к нему примыкают двух и трёхэтажные каменные строения бывших служб и флигелей, образующих каре по периметру границ бывшего домовладения.
Фасад по улице Рождественской имеет семь световых осей. Первая ось выделена слегка выступающим ризалитом, увенчанным кубоватым куполом с круглыми люкарнами и шпилем. Поэтажно расчленён профилированными тянутыми под окнами поясами, междуэтажными и венчающим карнизами. Цокольный этаж и простенки первого покрыты рустом. Верхние этажи покрыты муфтированными поясками. Вынос кровли завершают парапетные столбы, между которыми установлены современные сварные решётки.
Главный вход с высоким крыльцом, устроенный на крайней западной оси, обрамлён порталом с фронтоном. Полуколонны портала установлены на прямоугольные в плане постаменты, поддерживают антаблемент, во фризе которого сохранилась рельефная надпись «Аптека». На средней оси устроен дополнительный вход.